# Lonchodectidae
Lonchodectidae — викопна родина відносно рідкісних птерозаврів. До родини відносять 4 види з 3 родів: Lonchodectes compressirostris, Lonchodraco giganteus, Ikrandraco avatar й Ikrandraco machaerorhynchus. Різні філогенетичні аналізи відносять родину до клади Ornithocheiroidea, часто як сестринський таксон відносно Anhangueria. Залишки відомі з середньої крейди (альб-турон) Англії (Lonchodectes compressirostris, Lonchodraco giganteus, Ikrandraco machaerorhynchus), ранньої крейди (апт) КНР (Ikrandraco avatar) і пізньої крейди (сеноман) Росії (Lonchodraco (?) sp.).